# Alzenau

Gemeindegebiet von Alzenau

Alzenau (Ausspracheⓘ, bis 31. Dezember 2006 amtlich Alzenau i. UFr.) ist eine Kleinstadt im Nordwesten des unterfränkischen Landkreises Aschaffenburg. Sie ist eine von 13 leistungsfähigen kreisangehörigen Gemeinden in Bayern. Hier fand 2015 die Bayerische Gartenschau „Natur in Alzenau“ statt.

## Geographie und Naturraum

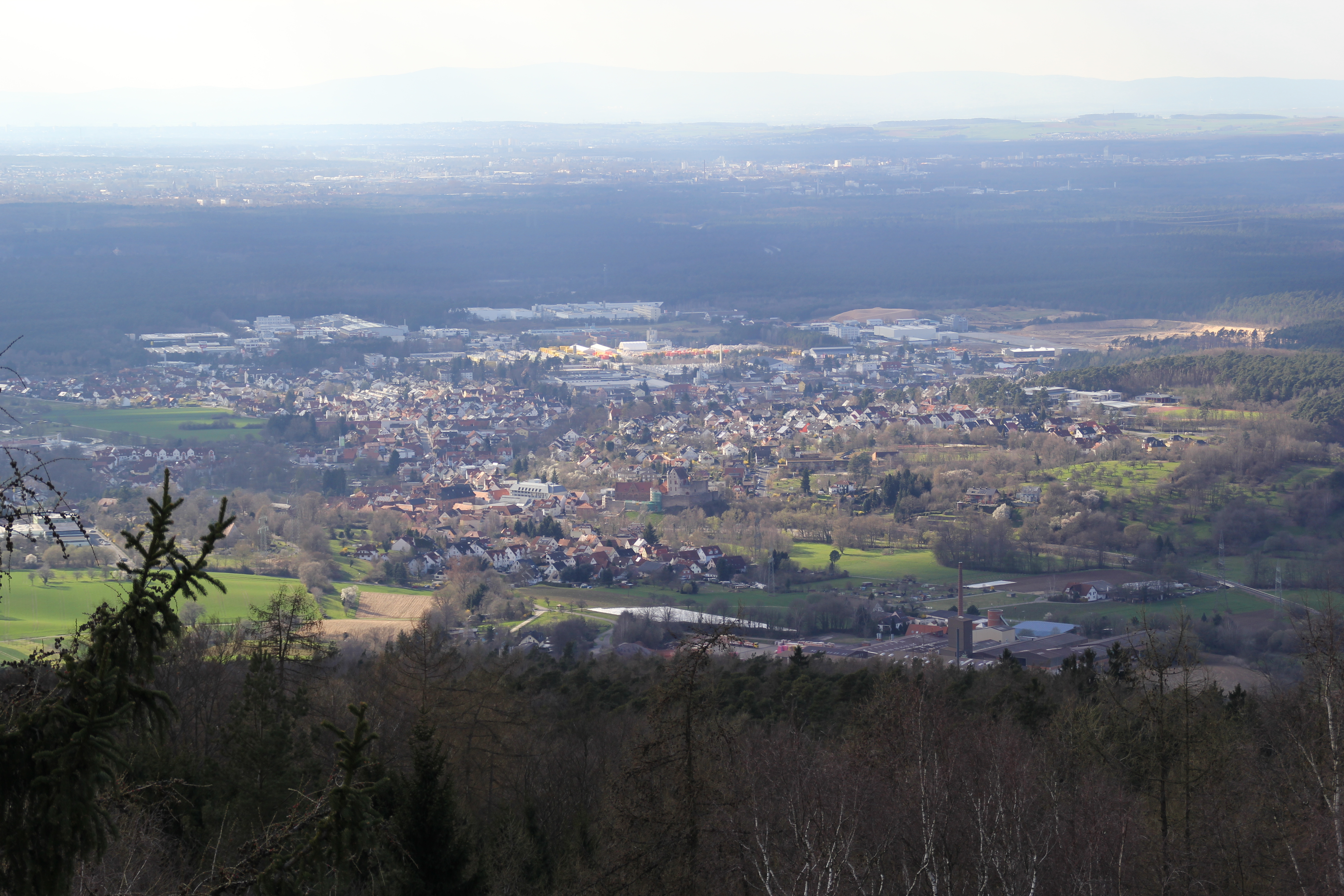
Alzenau vom Hahnenkamm gesehen (2015)

### Geographische Lage
Alzenau liegt am östlichen Rand des Rhein-Main-Gebietes im unteren Kahlgrund. Die meisten Stadtteile befinden sich auf oder zwischen den Ausläufern des Spessarts mit dem Höhenzug des Hahnenkamm (436 m ü. NHN), welcher das östliche Stadtgebiet dominiert. Das westliche Areal der Kommune weist hingegen eine flache Topografie auf und bildet den Übergang in die Mainebene mit den Nachbarorten Kahl und Karlstein.
Der topographisch höchste Punkt der Stadt befindet sich auf dem Gipfel des Hahnenkamms mit 436 m ü. NHN (Lage), der niedrigste liegt östlich von Dettingen am Forchbach auf 108 m ü. NHN (Lage).
Der Hauptort Alzenau selbst liegt zwischen Kälberau und Kahl am Main auf 127 m ü. NHN und wird von der Kahl durchflossen. Südlich von Alzenau befindet sich die Ortschaft Wasserlos. Der höchste Punkt der Gemarkung Alzenau befindet sich unterhalb des Gipfels des Hahnenkamms mit 403 m ü. NHN (Lage), der niedrigste liegt an der Kahl auf 113 m ü. NHN (Lage).
Über die A 45 bzw. mit der Kahlgrundbahn sind Aschaffenburg, Hanau oder Frankfurt am Main schnell erreichbar.

### Natur
Das Stadtgebiet liegt im Naturpark Spessart. Mit rund 2600 ha Wald und 85 ha Weingärten besteht der Name Stadt im Grünen wohl zu Recht. Ein bedeutendes landschaftliches Element ist in Alzenau die große Zahl von (auch der Alzenauer Schnapsbrennerei dienlichen süddeutsch) Streuobstwiesen, die mit ihren hochstämmigen einzelnen Bäumen einen wichtigen Lebensraum für selten gewordene Arten wie Neuntöter oder Steinkauz darstellen. Das Pflanzen derartiger Obstbäume wird von der Stadt finanziell gefördert. Ökologisch sehr bedeutend sind darüber hinaus die Sandmagerrasenflächen im Naturschutzgebiet „Alzenauer Sande“, auf denen einige bedrohte und gefährdete Ödlandarten einen Lebensraum finden.
Am 18. August 2019 bildete sich über dem Saarland eine ostwärts ziehende Superzelle, die im Rhein-Main-Gebiet ihren Höhepunkt erreichte. Die schweren orkanartigen Fallböen daraus zerstörten etwa 200 ha des Alzenauer Waldes. Besonders der Unterwald um die Alzenauer Sande, das Prischoß und der Hauckwald waren betroffen. Auch die mehrere Zentimeter großen Hagelkörner und der extreme Starkregen richteten enorme Schäden an.
Auf dem Stadtgebiet von Alzenau befinden sich einige Seen:
- Hörsteiner See (Gemarkung Hörstein)
- Meerhofsee (Gemarkung Alzenau)
- Neufeldsee (Gemarkung Wasserlos)

### Nachbargemeinden
|                       | Gemeinde Rodenbach                          | Gemeinde Freigericht  |
| Gemeinde Kahl am Main | Kompassrose, die auf Nachbargemeinden zeigt | Markt Mömbris         |
|                       | Gemeinde Karlstein am Main                  | Gemeinde Johannesberg |

### Stadtgliederung

Gemeindeteile und Gemarkungen von Alzenau

Es gibt sechs amtlich benannte Gemeindeteile.
Die Einteilung in Stadtteile erfolgte deckungsgleich zu den Gemeindeteilen.
| Stadtteil/Gemeindeteil | Siedlungstyp     | Einwohner (Stand: 1. August 2017) | Höhe (m ü. NHN) |
| ---------------------- | ---------------- | --------------------------------- | --------------- |
| Albstadt               | Pfarrdorf        | 1280                              | 160             |
| Alzenau                | Hauptort         | 7306                              | 126             |
| Hörstein               | ehemaliger Markt | 3199                              | 150             |
| Kälberau               | Pfarrdorf        | 1359                              | 139             |
| Michelbach             | Pfarrdorf        | 2963                              | 141             |
| Wasserlos              | Kirchdorf        | 2560                              | 173             |
| Stadt Alzenau          |                  | 18.667                            |                 |

Der Weiler Dörsthöfe, das Schloss Maisenhausen, die Herrnmühle sowie die Siedlung Birkenberg sind keine amtlich benannten Gemeindeteile. Die untergegangenen Dörfer Bruchhausen und Prischoß befanden sich auf dem heutigen Gebiet der Stadt Alzenau.

#### Inoffizielle Gliederung
Der Hauptort Alzenau gliedert sich in die (nicht offiziellen) Wohngebiete Elze, Oberschur und Sachsenhausen. Heute weniger gebräuchlich sind die Bezeichnungen Neu-Frankfurt und Bonsbeune. Die Siedlung „In den Mühlgärten“ ist das jüngste und kleinste Wohnviertel von Alzenau.
- Das Wohngebiet Elze (Lage) liegt im Nordwesten des Hauptortes Alzenau und entstand ab den 1930er Jahren.[12] Es erstreckt sich südlich der Kahlgrundbahn in etwa von der Rodenbacher Straße nach Westen bis etwa zur Dieselstraße (bis 1975 Barbarossastraße). Der ursprüngliche Flurname[13] leitet sich von Erlen ab und ging auch auf den Namen des heute versiegten Elzegrabens über. Außerdem könnte eine Verbindung zum Ortsnamen von Alzenau bestehen.[14] Siehe dazu Name von Alzenau.

- Oberschur (Lage) entstand als Siedlung ab 1905 im Süden der Kernstadt[15] und lag ursprünglich ungefähr im Dreieck zwischen Gunkelsrainstraße, Mühlweg und Prischoßstraße.

- Sachsenhausen (Lage) befindet sich im Osten und ist der älteste Ortsteil von Alzenau. Er ging aus dem noch älteren Dorf Wilmundsheim vor der Hart hervor. Die Siedlung bestand zunächst nur aus der „Wilmundsheimer“- und der „Märkerstraße“ (bis 1972 Freigerichter Straße). Umgangssprachlich nannte man diesen Bereich auch „Pann“, da der Straßenverlauf auf Landkarten die Form eine Pfanne hatte.

- Die Siedlung Neu-Frankfurt (Lage), im Südwesten der Kernstadt, wurde ab den 1950er Jahren bebaut.[16] Das Gebiet reicht von der Einhardstraße nach Westen Richtung Sportplätze. Nördlich und südlich wird Neu-Frankfurt von der Prischoßstraße und der Siedlungstraße begrenzt.

- Das Wohngebiet Bonsbeune (Lage), auch Bons Beune, Bannsbeune oder nur Beune genannt, liegt im Westen von Alzenau im Bereich von Bernhard- und Beunestraße. Der Name kommt vom ursprünglichen Flurnamen „Bernhards Beine“. Bereits 1926 wurde das erste Haus gebaut, das lange Zeit alleine stand. Erst gegen 1960 folgten zwei weitere Gebäude. Nach 1980 wurde das Wohnviertel ausgebaut.

- Die Siedlung „In den Mühlgärten“ (Lage) befindet sich zentral in Alzenau gelegen, zwischen dem Hauckwald und dem Fluss Kahl. Durch das Wohngebiet führt die gleichnamige Straße. Benannt wurde es nach einem alten Flurnamen im Gebiet hinter der ehemaligen Papiermühle, aus der später die frühere Cellulose-Fabrik hervorging. Nach dem Abbruch der alten Fabrikgebäude 1989 wurde in den 90er Jahren an deren Standort die Siedlung errichtet.[17]

Wohngebiete
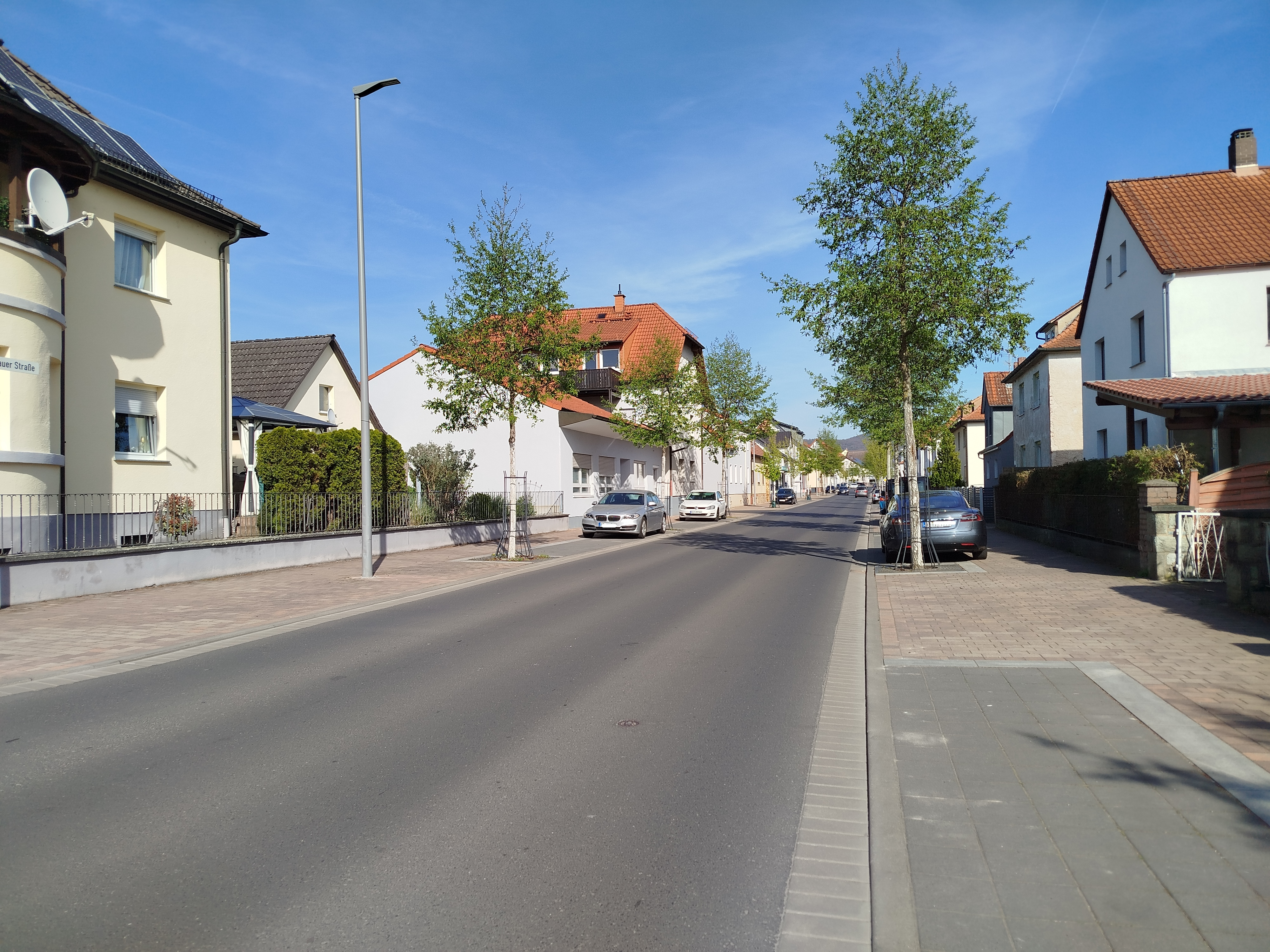
Elze
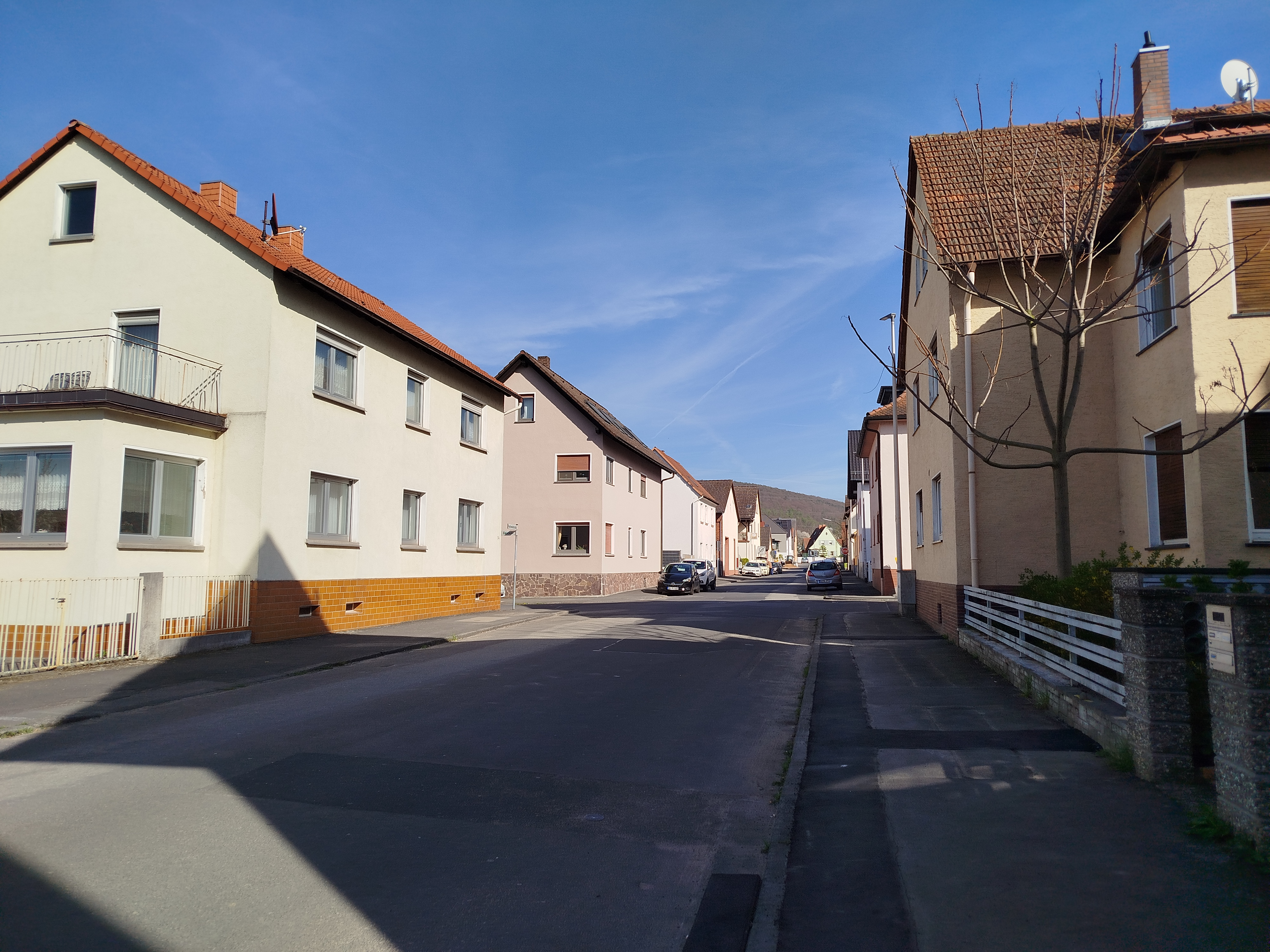
Oberschur
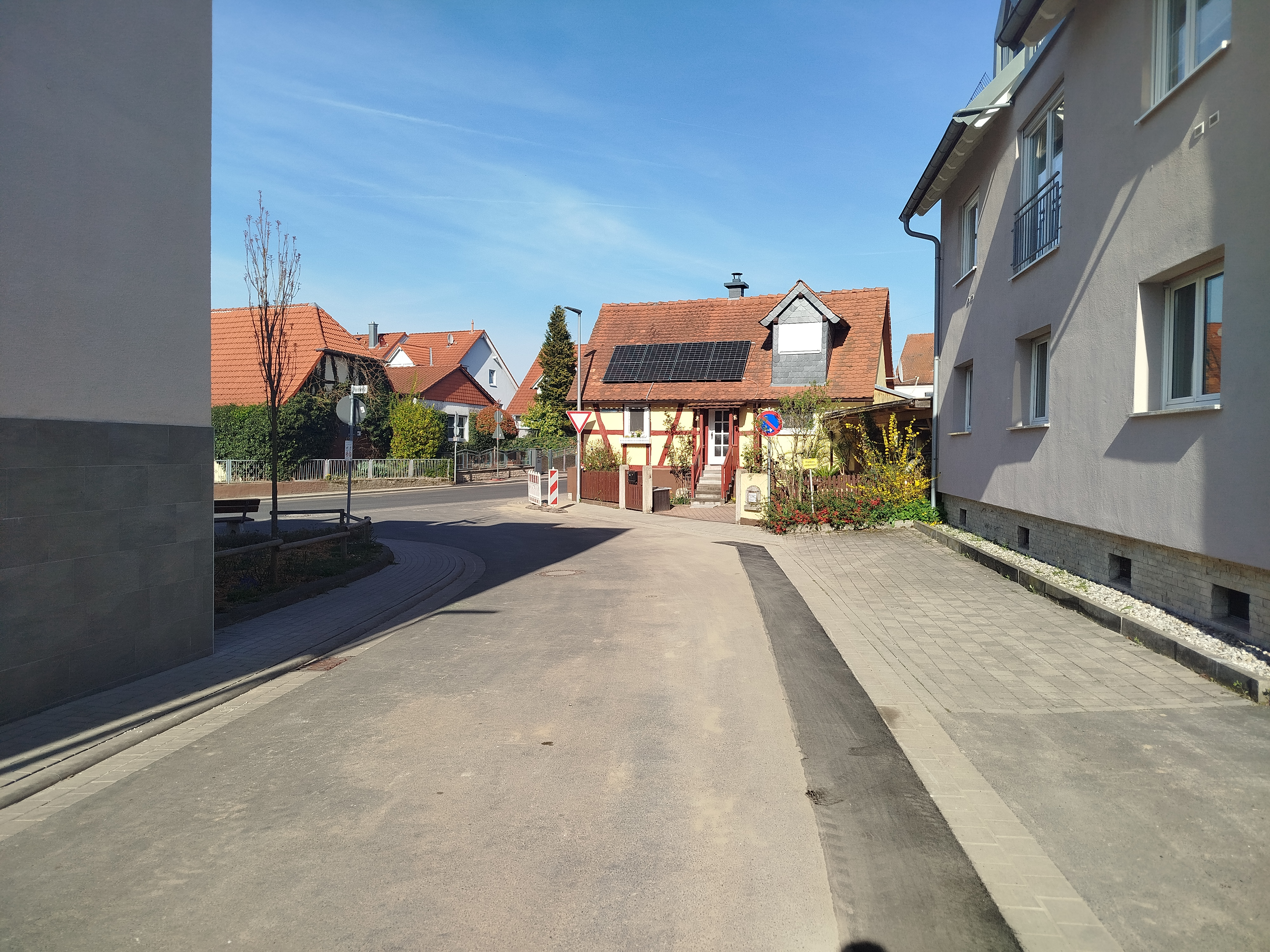
Sachsenhausen
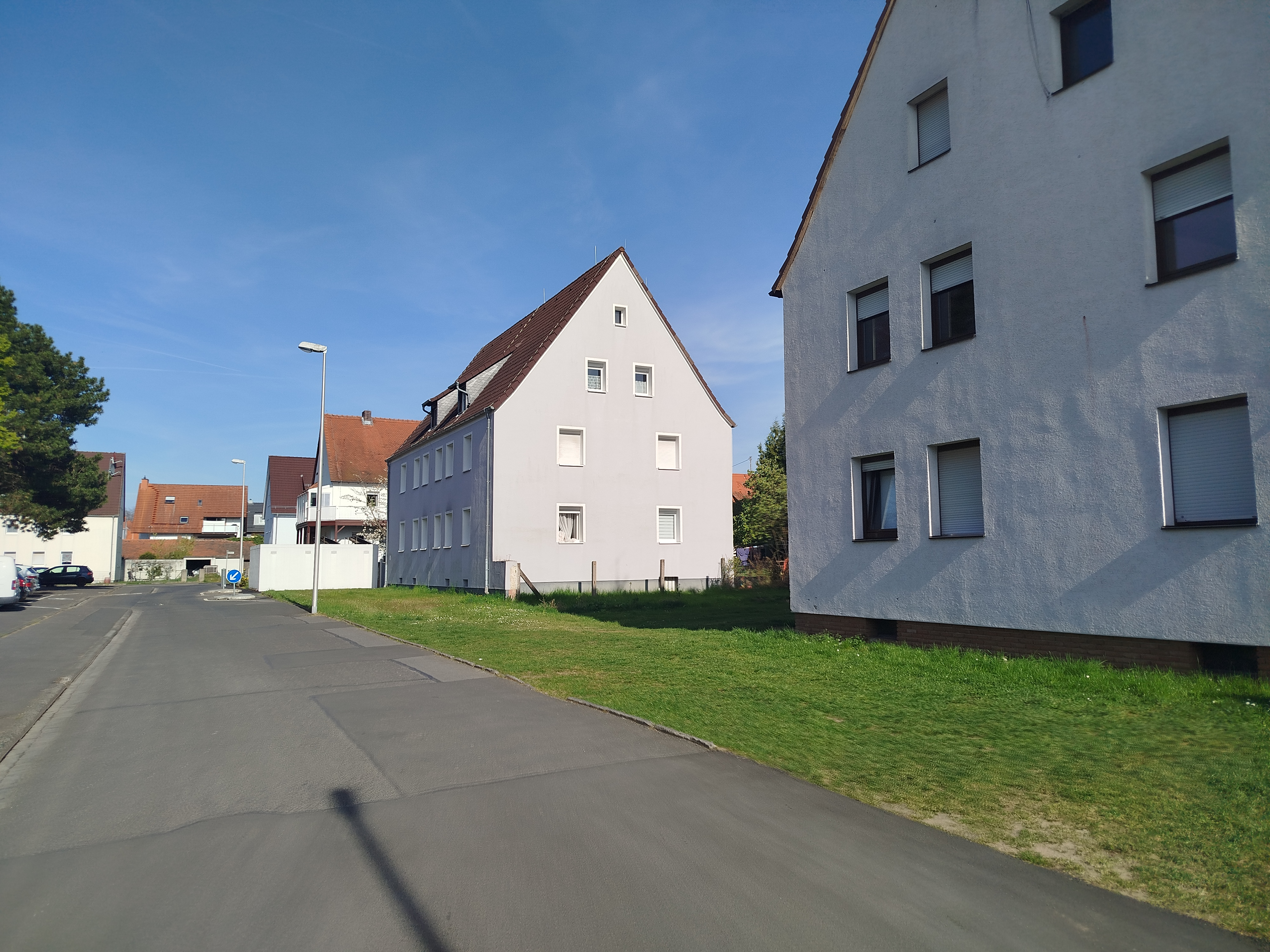
Neu-Frankfurt
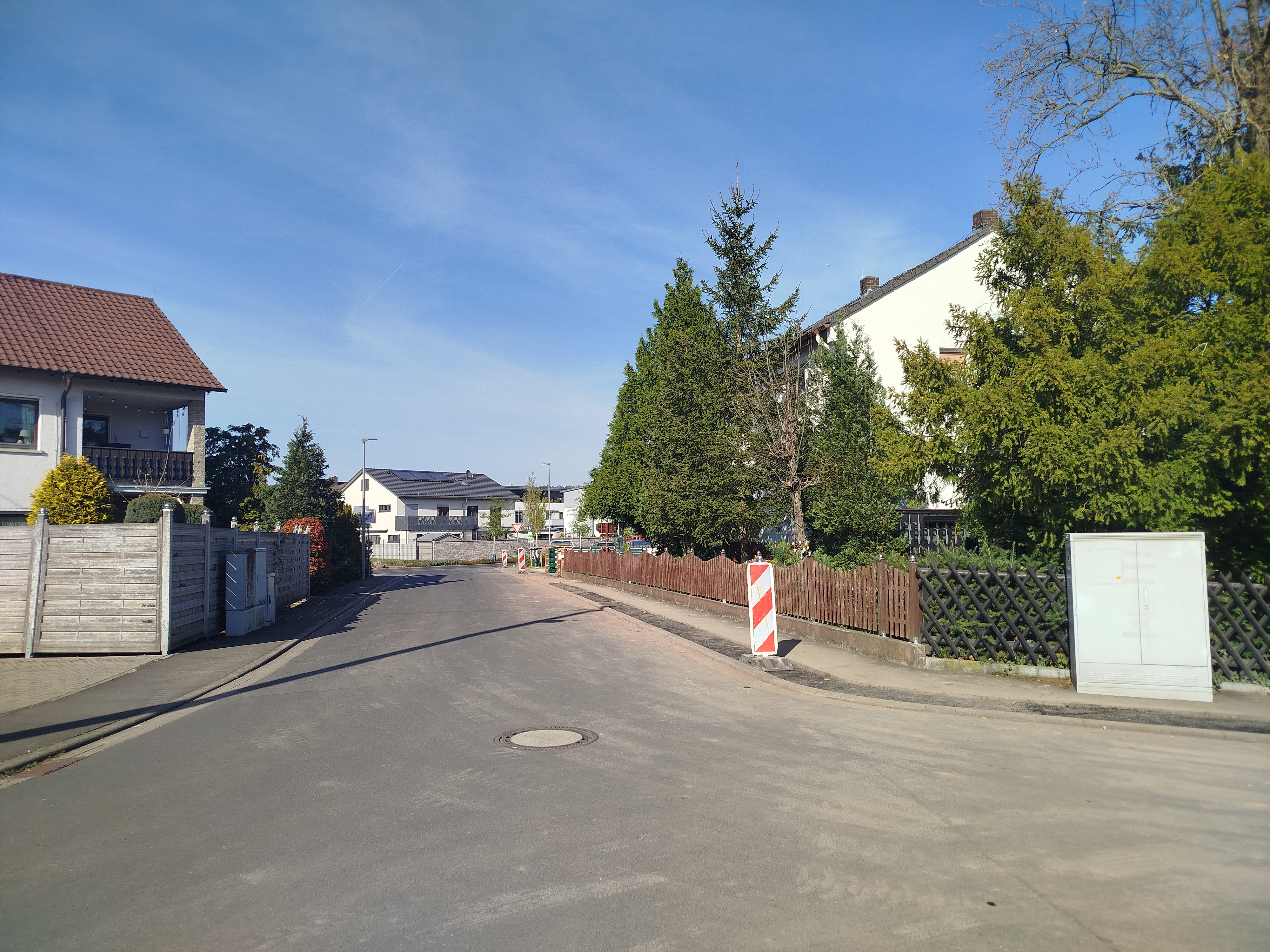
Bonsbeune
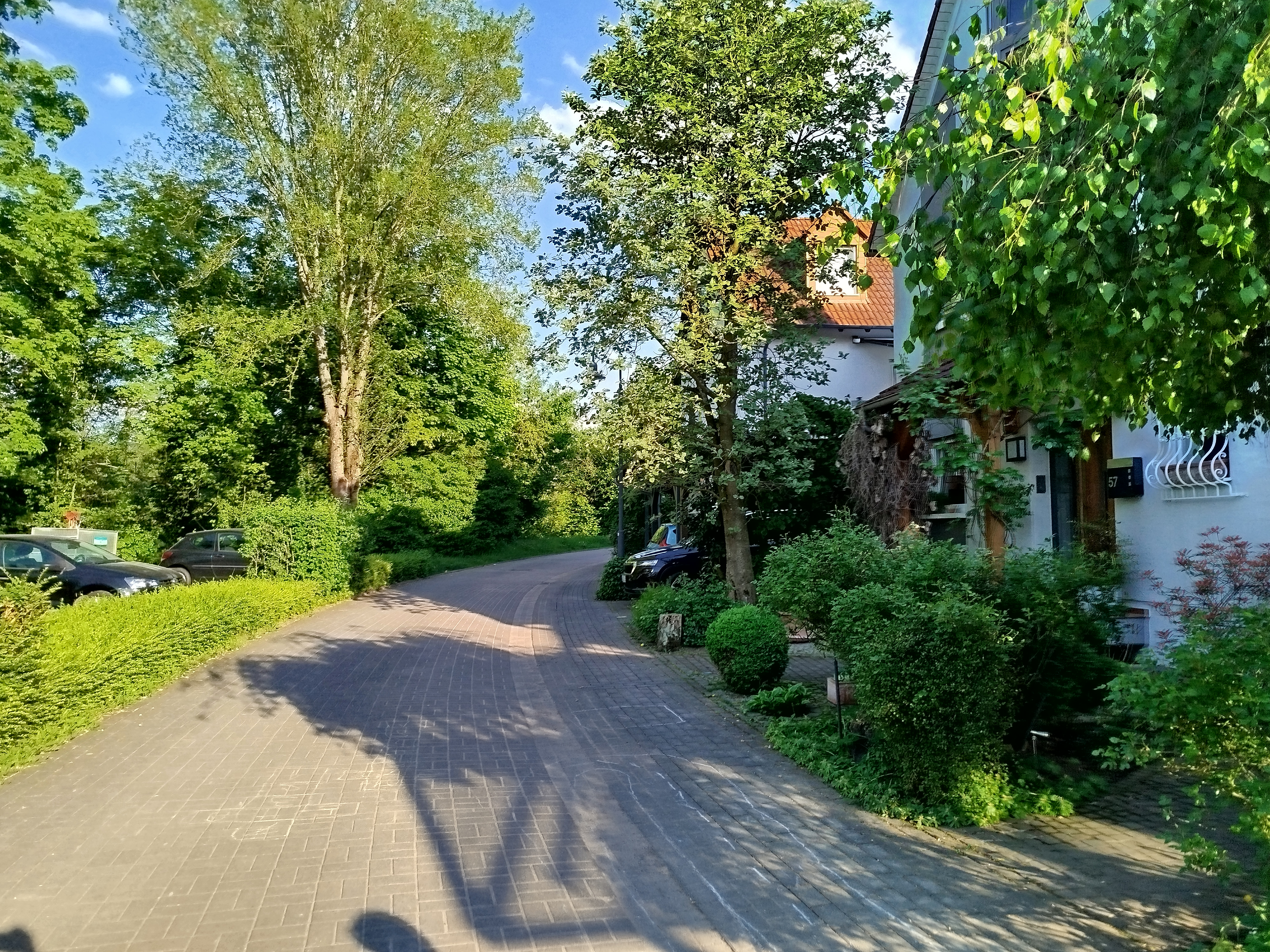
In den Mühlgärten

## Name

### Etymologie
Das der städtischen Siedlung vorangehende Dorf Wilmundsheim vor der Hart änderte im 16. Jahrhundert seinen Namen in Alzenau. Für die Etymologie von Wilmundsheim siehe: Name von Wilmundsheim. Der Ortsname Alzenau geht auf den Namen der gleichnamigen Burg zurück, deren Ursprung aber nicht genau bekannt ist. Es werden drei Erklärungen genannt:
- Die Gründungssage der Burg erklärt den Namen mit der Rettung des Burgherrn der in Kälberau gelegenen Randenburg. Seine Frau habe ihn auf ihren Schultern davongetragen; als ihr die Last zu schwer wurde und ihr Mann bat, sie möge ihn zurücklassen, antwortete sie nur „all zu nah“ und schleppte ihn noch über eine nahegelegene Anhöhe. Dort soll der Randenburger eine neue Burg gegründet haben, die er in Gedenken an diese Rettung „Allzunah“ nannte.[18]
- Wolf-Armin von Reitzenstein führt den Burgnamen „Allzunah“ darauf zurück, dass die darunterliegende Siedlung oder die Gegner des Burgbesitzers unter der Burg viel zu leiden gehabt hätten. Der Burgname sei dann mit dem frühneuhochdeutschen Grundwort au (Wiese) versehen und auf die Siedlung übertragen worden.[19]
- Der Name Alzenau wird auch als Verballhornung der alten Wörtern Altze – vergleiche urgermanisch *alisō[20] – für „Erle“ und ahe für „bach“ erklärt. Der damit gemeinte mit Erlen bestandene Bach beschreibt also den Lauf des Flusses Kahl, an dem die kleine Siedlung unterhalb der Burg entstand.[14] Die gleiche Namenswurzel steckt auch im Flurnamen (und seit den 1930er Jahren auch Wohngebiet von Alzenau) Elze.

Die Endung „au“ wurde entweder von anderen naheliegenden Orten wie Kälberau oder Hanau abgeschaut oder durch eine Art Rechtschreibreform im Mainzer Bistum geändert. Die Zusatzbezeichnung „in Unterfranken“, zeitweise auch „in Mainfranken“, wurde im 20. Jahrhundert zur Abgrenzung von Alzenau in Schlesien (heute Polen) geführt. Im Kahlgründer Dialekt wird die Stadt Alsenah, seine Einwohner Alsenehcher genannt.

### Frühere Schreibweisen
Frühere Schreibweisen des Ortes aus diversen historischen Karten und Urkunden:
| Jahr | Schreibweise              |
| ---- | ------------------------- |
| 0953 | Vuillimundesheim          |
| 1000 | Uuillimuntesheim          |
| 1175 | Willemundesheim           |
| 1282 | Wilmosheim                |
| 1311 | Wilmuotsheim              |
| 1339 | Wilmatsheym               |
| 1361 | Wylmutzheym               |
| 1487 | Wolmetßheim bey Altzenahe |
| 1515 | Wolmezheim vel Alzena     |
| 1529 | Altzenaue                 |
| 1805 | Alzenau                   |
| 1929 | Alzenau in Unterfranken   |
| 2007 | Alzenau                   |

## Geschichte

### Urgeschichte
In der Gemarkung Alzenau gibt es archäologische Fundstellen von Gräbern der Glockenbecherkultur (2600 v. Chr.), Brandgräbern der älteren Urnenfeldzeit (~1000 v. Chr.) und Siedlungen und Gräbern der Hallstattzeit (ältere Eisenzeit).

### Mittelalter

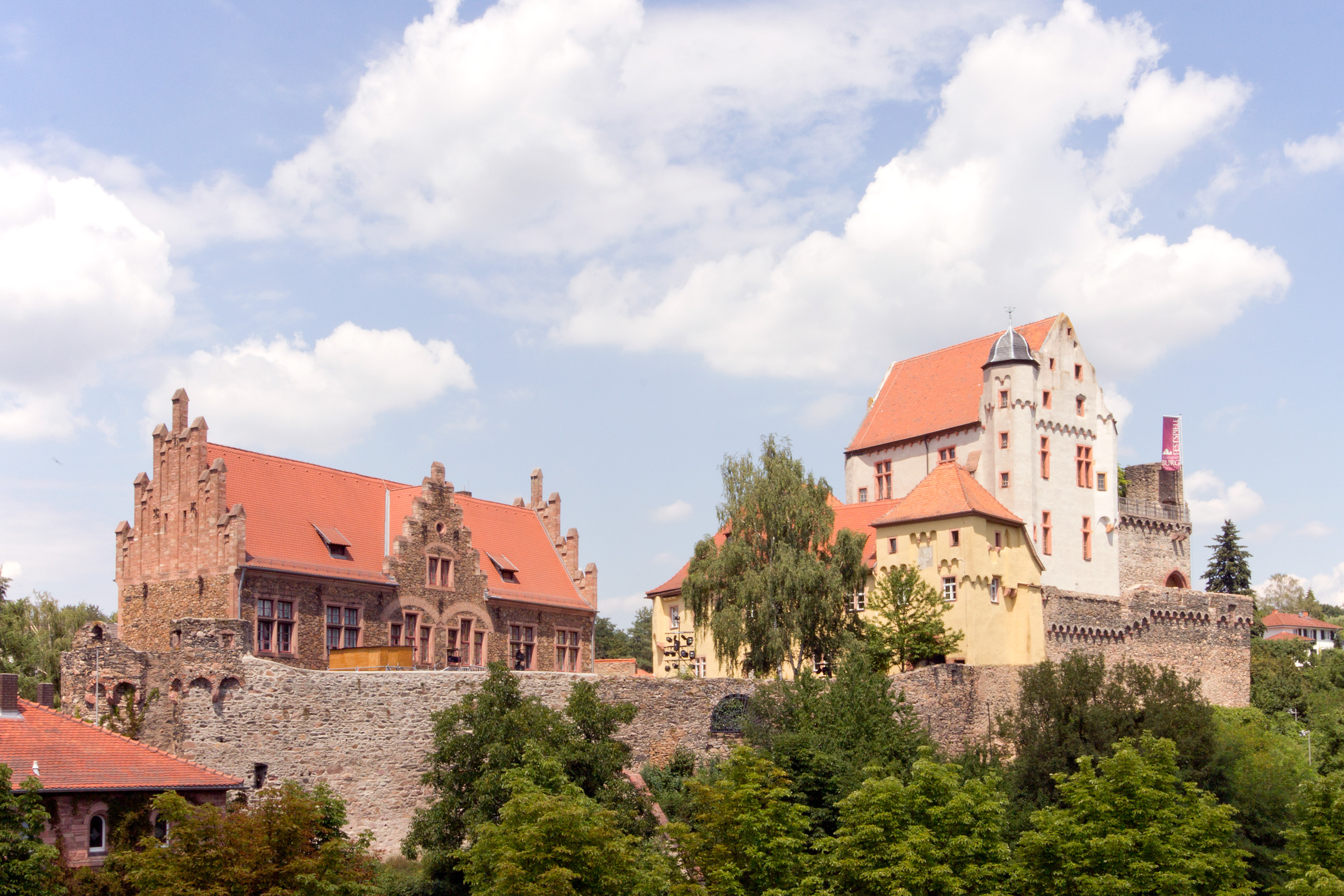
Burg Alzenau

Die älteste erhaltene schriftliche Erwähnung von Alzenau stammt aus dem Jahr 950. Links der Kahl wird die Ortschaft Wilmundsheim erwähnt.
Alzenau war der Hauptort des gleichnamigen Gerichts Alzenau und war eines der vier Gerichte, die das Freigericht Alzenau bildeten. Der älteste erhaltene Beleg für das Freigericht stammt von 1309. Die goldenen Reiser im Stadtwappen symbolisieren dieses Erbe. Das Freigericht war zwar reichsunmittelbar, aber das Reich verpfändete oder vergab das Gebiet immer wieder. So wechselten die Landesherren, zu denen die Herren und späteren Grafen von Hanau, die Herren von Randenburg und die Herren von Eppstein zählten.
Die Erzbischöfe und Kurfürsten von Mainz waren seit der ersten Hälfte des 13. Jahrhunderts im Besitz des Wildbanns und errichteten zum Schutz ihrer örtlichen Rechte zwischen 1395 und 1399 die Burg Alzenau, rechts der Kahl, gegenüber von Wilmundsheim. 1401 wurden der Siedlung unterhalb dieser Burg durch König Ruprecht von der Pfalz die Stadt- und Marktrechte verliehen, ohne dass es dann auch zu einer städtischen Entwicklung kam. Später verschmolz das alte Wilmundsheim mit der Siedlung rechts der Kahl, von der es den Namen übernahm.

### Neuzeit
Im Jahr 1500 belehnte der römisch-deutsche König Maximilian I. den Erzbischof von Mainz und den Grafen von Hanau-Münzenberg gemeinsamen mit dem Freigericht Alzenau, das sie nun als Kondominat verwalteten. Mit der Einführung der Reformation in der Grafschaft Hanau entwickelte sich zwischen den beiden Landesherrn eine auch religiöse Konkurrenz, die eine Ausbreitung des Protestantismus behinderte. Alzenau blieb katholisch und die kirchliche Jurisdiktion bei den Erzbischöfen von Mainz.
Von 1601 bis 1605 fand im Freigericht Alzenau eine große Hexenverfolgung statt. In deren Folge wurden 34 Menschen aus Alzenau auf dem Scheiterhaufen als Zauberer oder Hexen lebendig verbrannt.
Als Graf Johann Reinhard III. 1736 als letzter männlicher Vertreter Hauses Hanau starb, erbte die Grafschaft Hanau-Münzenberg, zu der seitens Hanau auch dessen Anteil am Freigericht Alzenau zählte, aufgrund eines Erbvertrages die Landgrafschaft Hessen-Kassel. Inwieweit sich dieses Erbe auf das Freigericht, resp. Kondominat Alzenau erstrecke, war zwischen Kurmainz und Hessen-Kassel umstritten. Ein Vergleich vor dem Reichskammergericht endete 1739 mit der Realteilung des Freigerichts Alzenau. Im nachfolgenden Rezess von 1748 fielen die Gerichte Hörstein und Alzenau an Kurmainz. Sie wurden 1782 als eigene Amtsvogtei dem Amt Steinheim zugewiesen. Das Mainzer Rad im Alzenauer Stadtwappen und das Mainzer Rad, wie auch der Bischofsstab im Wappen des ehemaligen Landkreises Alzenau erinnern daran.
Der Reichsdeputationshauptschluss schlug 1802 das kurmainzische Amt Steinheim mit der Amtsvogtei Alzenau der Landgrafschaft Hessen-Darmstadt (ab 1806: Großherzogtum Hessen) zu. 1811 wurde das damalige Amt Alzenau um die Vogtei der ebenfalls 1802 an Hessen-Darmstadt gefallenen Herrschaft Geiselbach vergrößert. Infolge des am 30. Juni 1816 zu Frankfurt a. M. zwischen Österreich, Preußen und Hessen-Darmstadt abgeschlossenen Vertrags und nach Übereinkunft im Juli 1816 kam das dem Amt Alzenau zum Königreich Bayern (vgl. auch Vertrag von München (1816)) und wurde am 1. Januar 1817 ein Landgericht dritter Klasse. Somit wurde Alzenau (wie Amorbach, Miltenberg, Hammelburg und Bad Brückenau) fränkisch. Im Juli 1828 wurde das Landgericht Alzenau um Teile des aufgelösten Landgerichtes Kaltenberg erweitert und zum Landgericht erster Klasse erhoben.

### Moderne
| Straßenumbenennungen: In Alzenau wurden folgende Straßen umbenannt: \| Straße \| neuer Name \| Grund \| \| ------------------------------------- \| -------------------- \| ------------------------------ \| \| Bahnhofstraße \| Poststraße \| Eingemeindung Kälberau \| \| Barbarossastraße \| Dieselstraße \| Eingemeindung Michelbach \| \| Freigerichter Straße \| Märkerstraße \| Eingemeindung Albstadt \| \| Friedenstraße \| Frohsinnstraße \| Eingemeindung Wasserlos \| \| Friedhofsweg \| Kirchbergstraße \| Eingemeindung Wasserlos \| \| Gartenstraße \| Wagnerstraße \| Eingemeindung Hörstein \| \| Hahnenkammstraße \| Zum Oberwald \| Eingemeindung Wasserlos \| \| Horst-Wessel-Straße \| Mühlweg \| Ende des NS-Staats \| \| Kirchgäßchen \| Alfred-Delp-Straße \| Eingemeindung Hörstein \| \| Nikolaus-Fey-Straße (Westlicher Teil) \| Nikolausstraße \| NS-Vorwürfe gegen Nikolaus Fey \| \| Nikolaus-Fey-Straße (Östlicher Teil) \| Edith-Stein-Straße \| NS-Vorwürfe gegen Nikolaus Fey \| \| Rosengartenstraße \| Brentanostraße \| Eingemeindung Albstadt \| \| Schießmauerstraße \| Michel-Antoni-Straße \| Eingemeindung Michelbach \| \| Seligenstädter Straße \| Bachstraße \| Eingemeindung Hörstein \| \| Spessartstraße \| Einhardstraße \| Eingemeindung Michelbach \| \| Wilhelm-Gustloff-Straße \| Siedlungstraße \| Ende des NS-Staats \| |                      |                                |
| Straße | neuer Name           | Grund                          |
| Bahnhofstraße | Poststraße           | Eingemeindung Kälberau         |
| Barbarossastraße | Dieselstraße         | Eingemeindung Michelbach       |
| Freigerichter Straße | Märkerstraße         | Eingemeindung Albstadt         |
| Friedenstraße | Frohsinnstraße       | Eingemeindung Wasserlos        |
| Friedhofsweg | Kirchbergstraße      | Eingemeindung Wasserlos        |
| Gartenstraße | Wagnerstraße         | Eingemeindung Hörstein         |
| Hahnenkammstraße | Zum Oberwald         | Eingemeindung Wasserlos        |
| Horst-Wessel-Straße | Mühlweg              | Ende des NS-Staats             |
| Kirchgäßchen | Alfred-Delp-Straße   | Eingemeindung Hörstein         |
| Nikolaus-Fey-Straße (Westlicher Teil) | Nikolausstraße       | NS-Vorwürfe gegen Nikolaus Fey |
| Nikolaus-Fey-Straße (Östlicher Teil) | Edith-Stein-Straße   | NS-Vorwürfe gegen Nikolaus Fey |
| Rosengartenstraße | Brentanostraße       | Eingemeindung Albstadt         |
| Schießmauerstraße | Michel-Antoni-Straße | Eingemeindung Michelbach       |
| Seligenstädter Straße | Bachstraße           | Eingemeindung Hörstein         |
| Spessartstraße | Einhardstraße        | Eingemeindung Michelbach       |
| Wilhelm-Gustloff-Straße | Siedlungstraße       | Ende des NS-Staats             |

Am 1. Juli 1862 wurde aus dem Landgericht Alzenau das Bezirksamt Alzenau gebildet, dessen Hauptort Alzenau wurde. Das Transportwesen und Mobilität nahmen rapide zu. So wurde das Telefonnetz 1906 errichtet, die Elektrizitätswerke 1920–1922 erschlossen. Mit dem Bau der Kahlgrundbahn erhielt Alzenau – und mit ihm der ganze Kahlgrund – ab 1898 Anschluss an das Schienennetz. Die Kahlgrundbahn begünstigte die Industrialisierung. Initiator der Bau war der Michelbacher Mühlenbesitzer Valentin Kihn. Der Mühlenbesitzer Otto Hein modernisierte seine Getreidemühle zu einer Kunst- und Walzenmühle, auch das erste Kino in Alzenau nutzte Strom von dieser Mühle. Zigarrenfabriken siedelten sich an, die letzte wurde erst in den 1960er Jahren geschlossen. 1902 bestanden im Kahlgrund 21 Zigarrenfabriken mit 850 Beschäftigten, einige davon in Alzenau in Unterfranken.

### Eingemeindungen
1951 erhielt Alzenau vom Freistaat Bayern erneut das Stadtrecht. Im Zuge der Kreisreform wurden die Landkreise Alzenau und Aschaffenburg am 1. Juli 1972 zusammengelegt. Bereits am 1. Januar 1972 wurde Kälberau eingemeindet. Es folgten die Gemeinden Albstadt und Wasserlos am 1. Juli 1972, der Markt Hörstein und die Gemeinde Michelbach am 1. Juli 1975.

### Einwohnerentwicklung
Im Zeitraum 1988 bis 2018 stieg die Einwohnerzahl von 16.120 auf 18.469 um 2349 Einwohner bzw. um 14,6 %. 2013 hatte die Stadt 19.062 Einwohner.
Quelle: BayLfStat

## Religionen
- Römisch-katholische Kirchengemeinde Sankt Justinus; der überwiegende Teil der Bevölkerung ist katholischen Glaubens.
- Evangelisch-lutherische Kirchengemeinde Peter und Paul
- Islamisch-Sunnitische Gemeinde,[29] Moschee Alzenau – Yavuz Sultan Selim Han Camii – freie Moschee ohne Dachverband
- bis in die 1940er Jahre gab es in Alzenau, vor allem im heutigen Stadtteil Hörstein eine jüdische Gemeinde; erhalten ist der jüdische Friedhof

## Politik

### Bürgermeister
Am 5. Juli 2020 konnte Stephan Noll (CSU) die Wahl zum Bürgermeister mit 54,8 % der Stimmen gegen Gordon Hadler (SPD) für sich entscheiden.

### Stadtrat
Der Stadtrat hat 24 Mitglieder plus den stimmberechtigten Ersten Bürgermeister.
| Wahlen zum Alzenauer Stadtrat | Wahlen zum Alzenauer Stadtrat | Wahlen zum Alzenauer Stadtrat | Wahlen zum Alzenauer Stadtrat | Wahlen zum Alzenauer Stadtrat | Wahlen zum Alzenauer Stadtrat | Wahlen zum Alzenauer Stadtrat | Wahlen zum Alzenauer Stadtrat | Wahlen zum Alzenauer Stadtrat |
| Wahltermin                    | Wahlbeteiligung               | CSU                           | SPD                           | FDP                           | Grüne                         | FW/PWG                        | JU                            | KL                            |
| ----------------------------- | ----------------------------- | ----------------------------- | ----------------------------- | ----------------------------- | ----------------------------- | ----------------------------- | ----------------------------- | ----------------------------- |
| 03. März 2002                 | 58,4 %                        | 12 Sitze                      | 6 Sitze                       | 2 Sitze                       | 2 Sitze                       | 2 Sitze                       | –                             | –                             |
| 02. März 2008                 | 58,8 %                        | 11 Sitze                      | 5 Sitze                       | 2 Sitze                       | 3 Sitze                       | 2 Sitze                       | –                             | 1 Sitz                        |
| 16. März 2014                 | 48,3 %                        | 11 Sitze                      | 5 Sitze                       | 2 Sitze                       | 3 Sitze                       | 3 Sitze                       | –                             | –                             |
| 15. März 2020                 | 60,0 %                        | 10 Sitze                      | 3 Sitze                       | 2 Sitze                       | 5 Sitze                       | 3 Sitze                       | 1 Sitz                        | –                             |

KL: Kälberauer Liste (Ortsteilliste), einmalig 2008 angetreten

### Wappen
| Wappen der Stadt Alzenau | Blasonierung: „In Rot über zwei gekreuzten goldenen Zweigen ein sechsspeichiges silbernes Rad.“ |
| Wappen der Stadt Alzenau | Wappenbegründung: Das sechsspeichige silberne Mainzer Rad erinnert an die Zugehörigkeit Alzenaus zum Erzstift Mainz. Die beiden goldenen Zweige waren das Ernennungsymbol für die Beamten des Freigerichts, die von freien Märkern auf dem Märkerding gewählt wurden. Geschichte des Wappens: Das Wappen wird seit 1926 geführt. |

Ehemalige Gemeinden mit eigenem Wappen waren Albstadt, Hörstein, Michelbach, Wasserlos.

### Städtepartnerschaften
- Niederlande: Sint-Oedenrode
- Österreich: Pfaffstätten (Partnergemeinde von Hörstein)
- Frankreich: Thaon-les-Vosges

## Dialekt und Mundart
In Alzenau wird, wie in den umgebenden Orten, der Untermainländische Dialekt als Unterform des Rheinfränkischen (hessisch) gesprochen. Als Variation des Untermainländischen wird der Kahlgründer Dialekt gepflegt. Er selbst unterscheidet sich auch von den angrenzenden untermainländischen Sprachgebieten wie dem Aschaffenburger oder Großostheimer Dialekt.

## Wirtschaft und Infrastruktur
Die Stadt zeichnet sich auch durch eine außergewöhnlich hohe Anzahl an ansässigen Unternehmen aus, die zum großen Teil aus High-Tech-Branchen stammen.
1999 erhielt Alzenau den Qualitätspreis „Wirtschaftsfreundliche Gemeinde“ aus der Hand des Bayerischen Staatsministers für Wirtschaft, Verkehr und Technologie.

### Land- und Forstwirtschaft, Weinbau
Am 30. Juni 2022 waren im Bereich der Land- und Forstwirtschaft (einschließlich Fischerei) 34 sozialversicherungspflichtig Beschäftigte am Arbeitsort registriert.
Nach Ergebnissen der Agrarstrukturerhebung 2020 gab es 36 landwirtschaftliche Betriebe mit insgesamt 1 390 ha landwirtschaftlicher Nutzfläche, davon 917 ha Ackerland und 418 ha Dauergrünland.
Die Flächenerhebung des Landesamts weist für den 31. Dezember 2022 1 482 ha landwirtschaftlich genutzte Fläche (25,0 % der Bodenfläche) sowie 2 808 ha Wald (47,4 %) aus.
Unter den landwirtschaftlich genutzten Flächen befinden sich Dauergrünland, darunter Wiesen und Weiden, Ackerland mit Weizen und Spelz, Roggen, Wintergerste, Sommergerste, Hülsenfrüchte, Hackfrüchte, darunter Kartoffeln, Gartengewächse, Handelsgewächse, darunter Winterraps, und Futterpflanzen, darunter Silomais, einschließlich Grünmais.
In den Gemeindeteilen Michelbach, Wasserlos und Hörstein wird Frankenwein angebaut. Auch in Albstadt wurde bis Ende des 19. Jahrhunderts Weinbau betrieben. Daran erinnert noch die Gemarkung Wingertsberg. Der Weinbau wurde durch die Mönche des Klosters in Seligenstadt nach Alzenau gebracht. Insgesamt hat jedoch die Land- und Forstwirtschaft für die Gemeinde an Bedeutung verloren.

### Verkehr
Alzenau hat drei Abfahrten von der Bundesautobahn 45. Die neuste „Alzenau Mitte“ wurde am 23. November 2007 nach vielen Jahren Planungszeit eröffnet, sodass von der Verbindungsstraße zwischen Alzenau und Kahl aufgefahren werden kann. Die Industriegebiete in Kahl und Alzenau erhalten so eine bessere Anbindung an die Autobahn.
An der Bahnstrecke Kahl–Schöllkrippen besitzt die Stadt mehrere Haltepunkte (Alzenau Nord, Alzenau (Unterfranken) und Alzenau Burg sowie in den Stadtteilen Kälberau und Michelbach). Sie verbindet den Ort mit Kahl am Main und Hanau, wo eine direkte Umsteigemöglichkeit zur S-Bahn in Richtung Frankfurt am Main oder den Fernverkehrszügen besteht.
Die einzelnen Stadtteile werden durch die City-Bus-Linien angefahren. Eine Linie fährt in beiden Richtungen stündlich von Somborn über Albstadt, Michelbach, Kälberau, Alzenau und durch die Stadtteile Wasserlos und Hörstein als Regionalbus weiter nach Karlstein über den Bahnhof Dettingen, wo in die Regionalzüge nach Aschaffenburg und Würzburg (Sitze der Kreis- bzw. Bezirksverwaltung) umgestiegen werden kann, bis nach Aschaffenburg.
Die verkehrsgünstige Lage ist für die Stadt ein entscheidender Standortfaktor, der Flughafen Frankfurt Main lässt sich mit dem KFZ innerhalb von 30 bis 40 Minuten erreichen.
Durch Alzenau verläuft der Kahltal-Spessart-Radweg.

### Ansässige Unternehmen
Eine Auswahl einiger Unternehmen, die in Alzenau ansässig oder vertreten sind:
- Applied Materials
- ABB Automation Products
- Bühler Alzenau GmbH (Leybold Optics)
- dogpoint Alzenau
- Hyundai Motorsport
- Kirchner + Robrecht
- ein Lidl-Zentrallager
- Mairec
- Mindjet
- MSC Software
- Nukem
- SCHERER Feinbau GmbH
- Signus Medizintechnik
- Alexander Shorokhoff Uhrenmanufaktur
- Trane
- Xella

## Einrichtungen

### Verwaltungseinrichtungen und Behörden

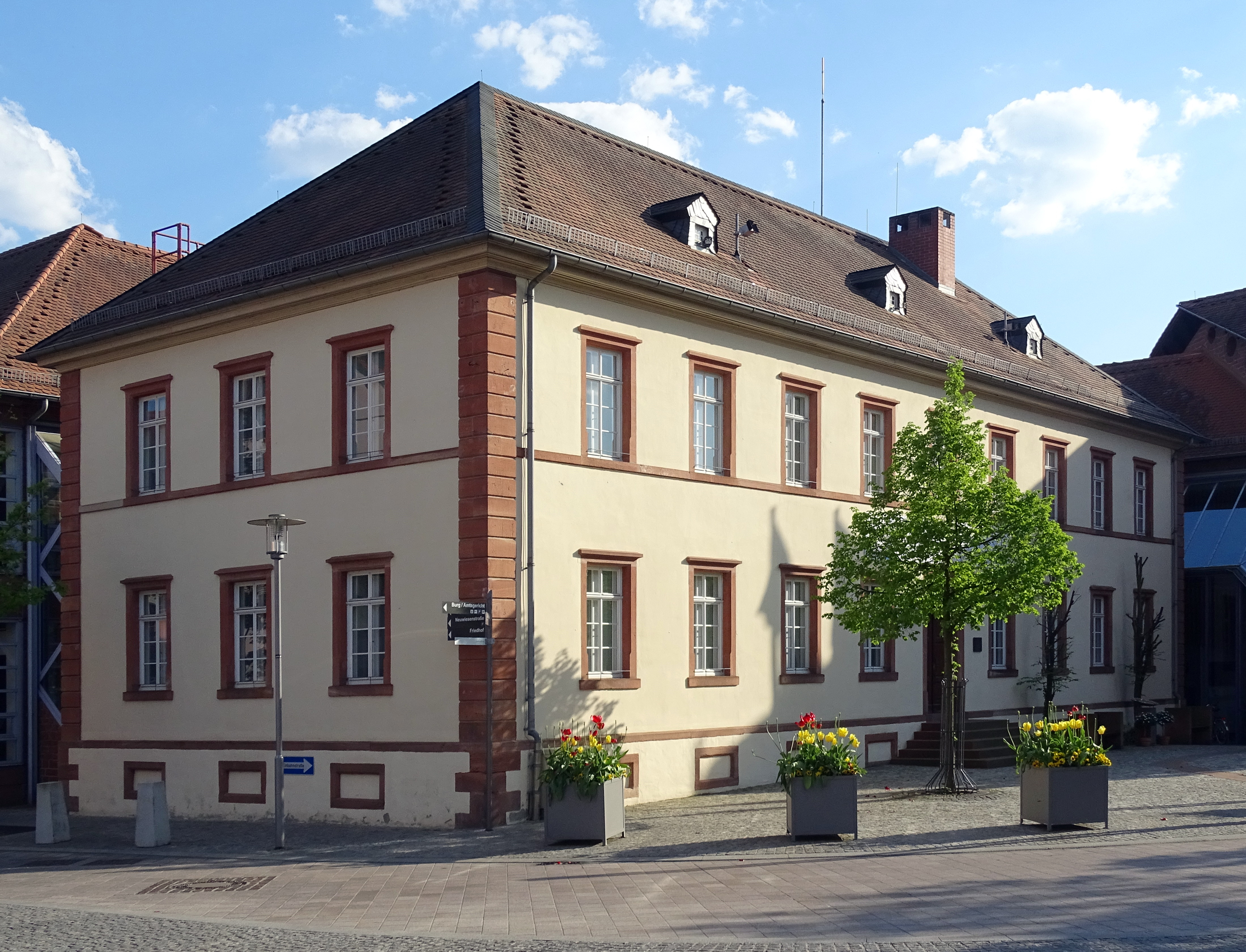
Rathaus von Alzenau

- Amtsgericht Aschaffenburg Zweigstelle Alzenau
- Stadtverwaltung Alzenau
- Polizeiinspektion Alzenau
- Landratsamt Aschaffenburg – Zweigstelle Zulassungsstelle Alzenau
- Bundesanstalt Technisches Hilfswerk, Ortsverband Alzenau
- Freiwillige Feuerwehren der Stadt Alzenau

### Bildungseinrichtungen
Es gibt folgende Einrichtungen (Stand: 1999):
- Kindergärten: 764 Kindergartenplätze mit 705 Kindern
- Volksschulen: vier mit 81 Lehrern und 1432 Schülern
- Karl-Amberg-Mittelschule Alzenau
- Realschulen: eine mit 45 Lehrern und 1000 Schülern
- Hahnenkammschule zur Lernförderung
- Spessart-Gymnasium Alzenau mit 83 Lehrern und 1086 Schülern
- Stadtbibliothek Alzenau, Bibliothek des Jahres 2024[37]
- Städtische Musikschule Alzenau
- VHS Kahl-Alzenau-Karlstein, Nebenstelle Alzenau
- „Grünes Klassenzimmer“ im Stadtwald

### Freizeit- und Sportanlagen
In jedem Gemeindeteil befinden sich Hallen und Sportplätze für die zahlreichen Sportvereine. Es sind in jedem Gemeindeteil Spielplätze, sowie teilweise (in Alzenau) auch Bolzplätze, Basketballkörbe und Skateranlagen vorhanden. Im Sommer sind das Waldschwimmbad und der Meerhofsee geöffnet. Zudem ist das Schwimmbecken der Edith-Stein-Realschule an einigen Abenden der Woche für die Allgemeinheit geöffnet. Die aus dem stillgelegten Braunkohletagebau entstandenen Gewässer der Kahler Seenplatte befinden sich ebenfalls im Umkreis von fünf bis zehn Kilometer.
Der FC Bayern Alzenau trägt die Heimspiele im Städtischen Stadion am Prischoß aus.

### Parks
- Energiepark
- Generationenpark
- Hauckwald
- Meßmerpark
- Waldpark Ruhberg
- Schloßpark (Wasserlos)

### Gesundheit
- Kreiskrankenhaus Alzenau-Wasserlos
- Hospiz Alzenau

### Senioren
- Caritas-Sozialstation St. Paulus
- Senioren-Tagesstätte Alzenau
- Wohnpark am Hauckwald
- BRK Seniorenwohnen

### Jugend
- Jugendtreff „Teestube“
- Jugendzentrum „Jump In“
- Skateanlage

### Entsorgung
- Recyclinghof
- 6 Grünabfallsammelplätze

## Kultur und Sehenswürdigkeiten

### Stadtkern

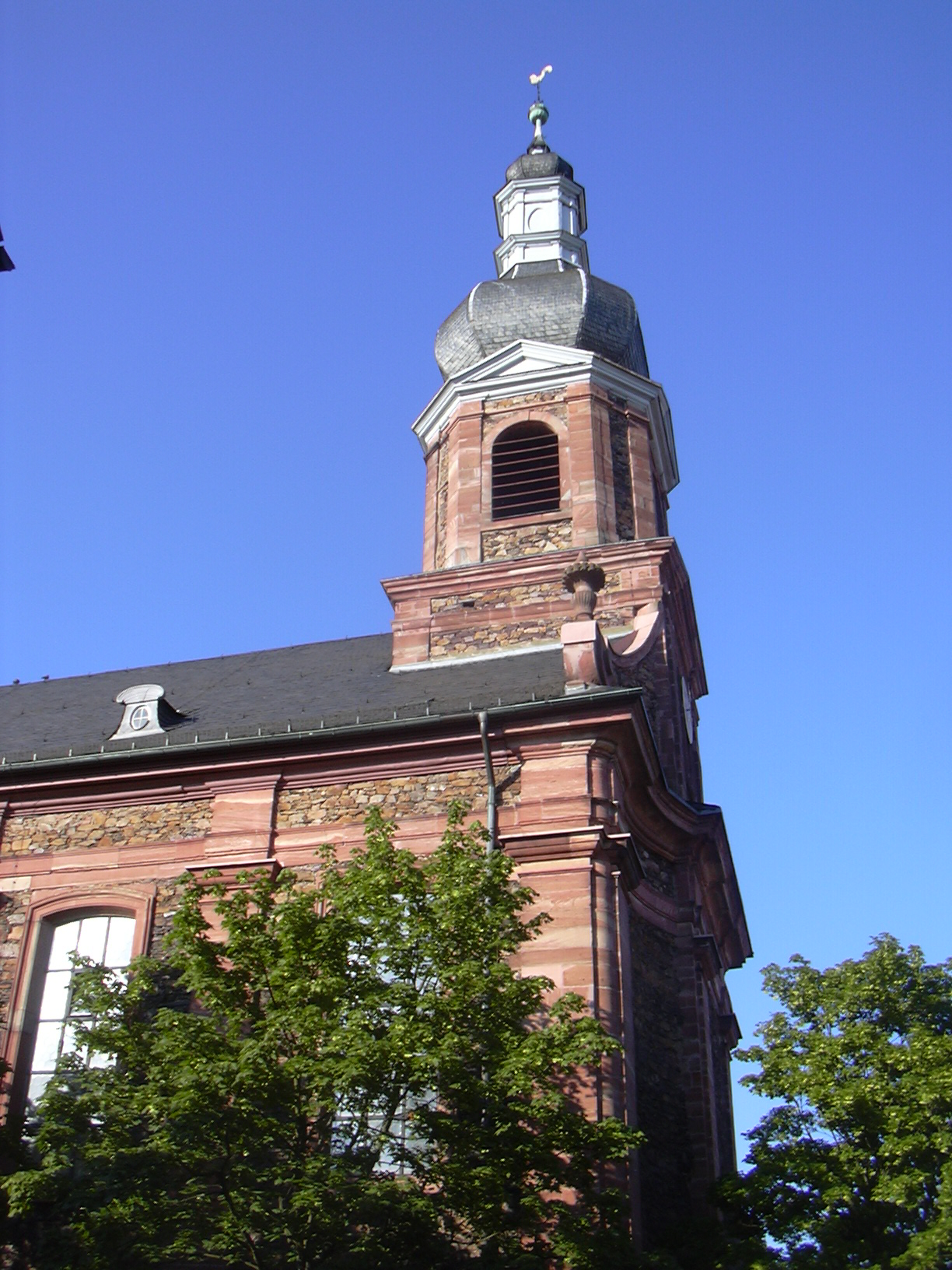
St. Justinus (1758)

- Auf der Burg Alzenau finden im Sommer die Burgfestspiele, die AlzenauClassics und im Herbst die Fränkischen Musiktage im Rahmen des „Musikzaubers Franken“ des Bayerischen Rundfunks statt.
- Zur Tradition der barocken Pfarrkirche St. Justinus schlagen die Alzenauer eine Brücke bis zum Jahr 834. Seinerzeit brachte der Erzbischof Otgar von Mainz die Gebeine des Heiligen Justinus aus Rom mit. Sie kamen in die Justinuskirche in Frankfurt-Höchst und von dort 1298 ins Stift St. Alban vor Mainz; ein Teil der Reliquie gelangte aber auch ins Kloster bei der Einhard-Basilika von Seligenstadt. Da die dortigen Benediktiner die alte Pfarrkirche von Wilmundsheim, die auf dem heutigen Friedhofsgelände lag, mit betreuten, wurde eine Querverbindung gezogen und der Heilige Justinus in Alzenau verehrt. Von der abgerissenen Wilmundsheimer Kirche ist nur noch ein einziges Kapitell übrig; der heutige barocke Kirchenbau am Marktplatz stammt von 1758.
- Die Hasenmühle ist eine ehemalige Ölmühle von 1800/1801. Sie ist denkmalgeschützt und Rest eines Mühlenkomplexes spätmittelalterlichen Ursprungs. Die Mühle zu „Wilmuotsheim“ wurde bereits 1311 urkundlich erwähnt. Vor dieser Zeit musste der historische Mühlbach schon gegraben worden sein.

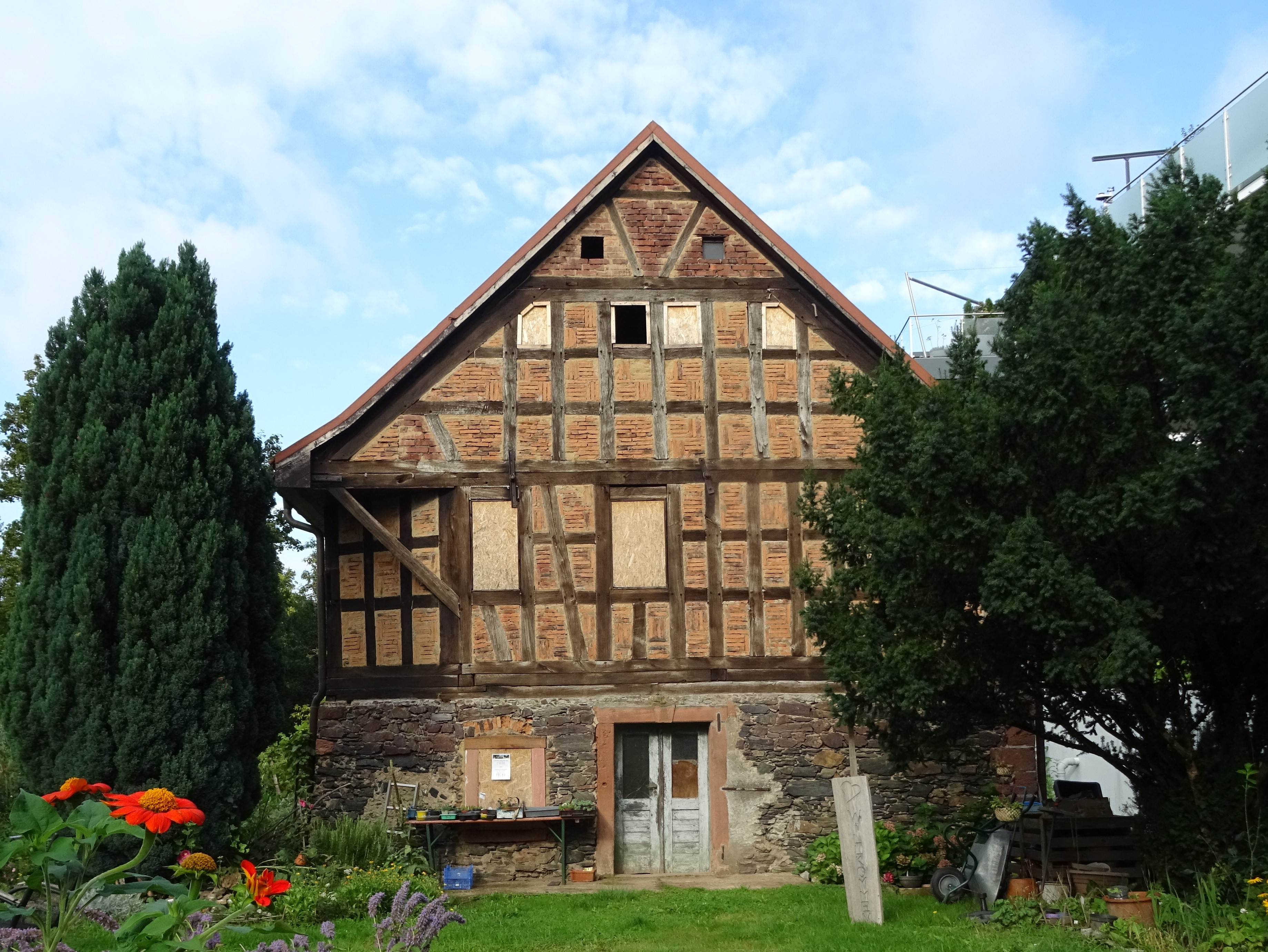
Hasenmühle in Alzenau

- Das 1860–1862 errichtete Rathaus war als Schule geplant, wurde dann aber Königlich-Bayerisches Bezirksamt. Ein Anbau von 1974 in Buntsandstein bringt zeitgenössische Architektur mit dem klassizistischen Bau zusammen.

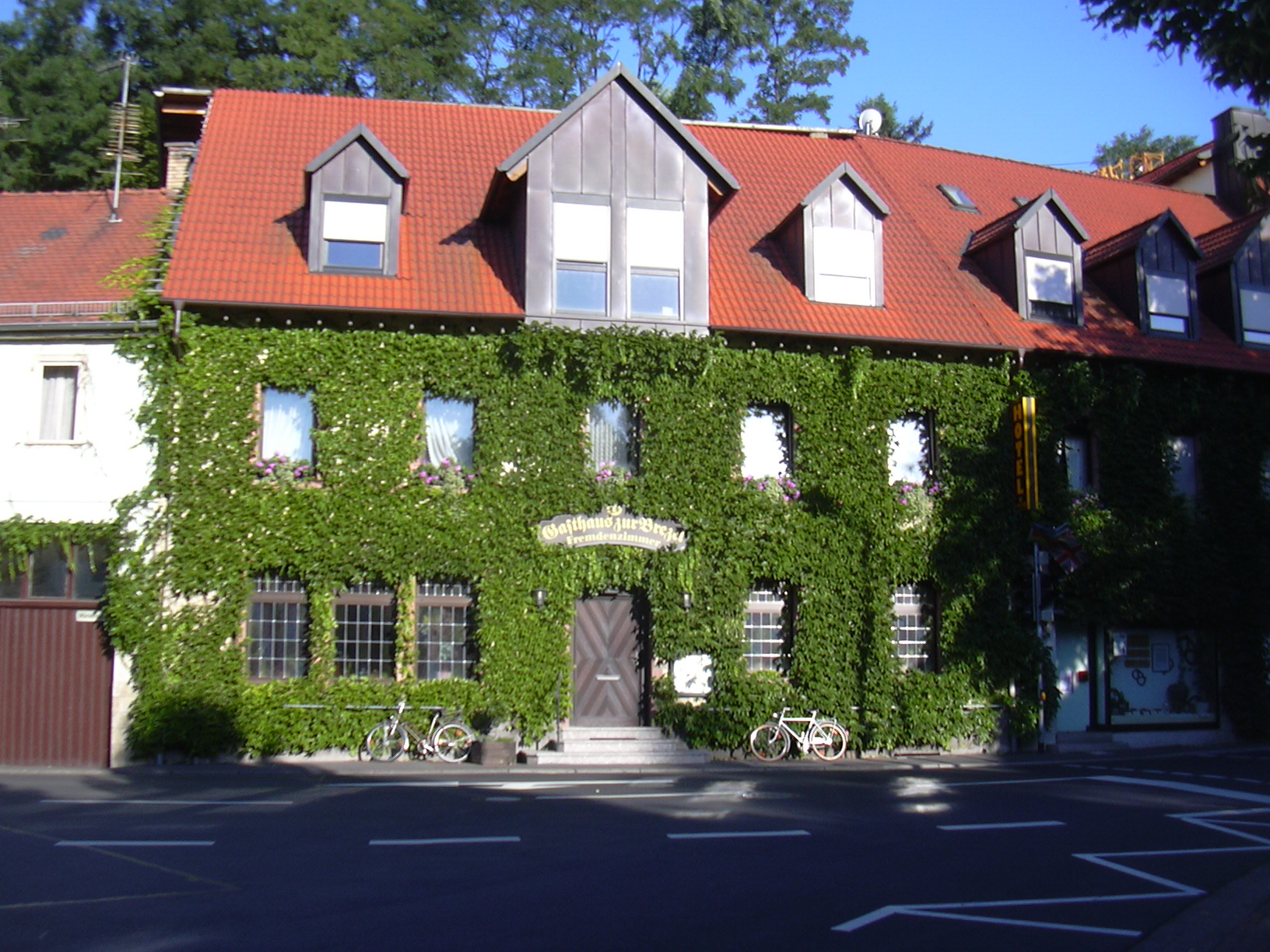
Ältestes Gasthaus „Max“ (1744 erwähnt), seit 1995 Fremdenpension „Zur Brezel“

- Das älteste Gasthaus der Stadt, allgemein „Max“ genannt, wurde 1744 erstmals als Wirtshaus aus dem Besitz des Klosters Seligenstadt genannt; in dieser Urkunde wurde es an einen Alzenauer Wirt verkauft. Der heutige Besitzer, der das von Parthenocissus überrankte Gebäude 1995 erwarb, richtete 2004 hier ein Hotel mit kleiner Brauerei ein, die damit wirbt, Bier nach dem Reinheitsgebot von 1516 herzustellen.
- Das unter Denkmalschutz stehende Gebäude der Ölmühle gehörte zur 1311 erstmals erwähnten Hasenmühle.
- Die Villa Meßmer beherbergt heute eine Gaststätte in einem Park mit historischem Baumbestand.
- Der Solarparcours erläutert die Anwendungsbereiche der Photovoltaik anhand von 20 Beispielen im Innenstadtbereich (3,5 km langer Parcours) sowie außerhalb (Gesamtparcours 12 km).
- In Alzenau stand unweit des heutigen Maximilian-Kolbe-Hauses eine Synagoge der im Ort jahrhundertelang existierenden Jüdischen Gemeinde. Das dort aufgestellte Denkmal ruft in Erinnerung, dass das Gotteshaus zerstört und die jüdischen Einwohner zur Vernichtung deportiert wurden.[38]
- Von der früheren Firma Leybold AG wurde 1987 in der Siemensstraße ein kombiniertes Büro- und Fabrikgebäude errichtet, welches vom renommierten Architekturbüro Behnisch & Partner, Stuttgart, entworfen wurde. Das Gebäude wurde 1989 mit dem Architekturpreis Beton ausgezeichnet.[39] Es wird heute durch die Firma Applied Materials genutzt, welche eine Abteilung der Leybold AG am Standort Alzenau übernommen hat.

### Gemeindeteile/Umland
Einige Fahrrad- und Wanderwege rund um Alzenau sind als Europäische Kulturwege Alzenau I, II und III eingebunden in das von 2000 bis 2003 von der EU geförderte Projekt Pathways to Cultural Landscapes. Auf diesen Routen sind die markanten Zielpunkte beschildert und dokumentiert. Beispiele:
- Der Wallfahrtskirche Kälberau aus mehreren Bauphasen (14. bis 16. Jahrhundert) mit großem Erweiterungsbau von 1955 bis 1957 ist ein Pallottiner-Kloster angegliedert. Die Wallfahrtskirche beherbergt als Gnadenbild die Statue Maria zum rauhen Wind. Verbunden ist der Komplex mit einem 1,5 km langen Radweg zum Gedächtnis der Schmerzen Mariens zur Burg Alzenau und im weiteren Verlauf mit einem Wanderweg zum Aussichtsturm und Gastlokal auf dem Hahnenkamm (Zweiter Alzenauer Kulturweg „Wald und Wallfahrt“).
- Im Schloss Wasserlos befindet sich heute das Kreiskrankenhaus.
- Der Jüdische Friedhof zwischen Hörstein und Wasserlos ist einer der größten im Landkreis Aschaffenburg. Er wurde 1812 angelegt, im Nationalsozialismus schwer verwüstet und nach dem Zweiten Weltkrieg restauriert. Es sind 266 Grabsteine erhalten.
- Die katholische Pfarrkirche zu Hörstein (1473) besitzt einen romanischen Wehrturm.
- Die Burgstall Randenburg und Vergessene Burg sind zwei Bodendenkmäler aus dem Spätmittelalter.
- Historische Weinberge erstrecken sich von Alzenau südlich über Wasserlos und Hörstein sowie nordöstlich über Michelbach und Albstadt (Thema des Ersten Alzenauer Kulturwegs „Wein und Herrschaft“).
- Schloss Maisenhausen (1753) befindet sich in Privatbesitz im Gemeindeteil Michelbach.
- Das barocke Schloss Michelbach (1730) ein ehemaliger adeliger Landsitz im Ortsteil Michelbach, beherbergt seit 2006 das Heimatmuseum der Stadt Alzenau.
- Die katholische Pfarrkirche St. Laurentius in Michelbach wurde 1776/1777 an der Stelle eines Vorgängerbauwerks errichtet.
- Im Alzenauer Stadtwald befinden sich die Antoniusgrotte und das Klappermühlchen.
- Auf dem Gipfel des Hahnenkamm, der weithin sichtbaren höchsten Erhebung im Stadtgebiet, befindet sich der Ludwigsturm und ein Berggasthof. Der Hahnenkammgipfel ist in der Region bei Wanderern und Mountainbikern ein beliebtes Ziel.

### Baudenkmäler
- Rathaus (Alzenau)

### Sport
2021 bewarb sich die Gemeinde als Host Town für die Gestaltung eines viertägigen Programms für eine internationale Delegation der Special Olympics World Summer Games 2023 in Berlin. 2022 wurde sie als Gastgeberin für Special Olympics Paraguay ausgewählt. Damit wurde sie Teil des größten kommunalen Inklusionsprojekts in der Geschichte der Bundesrepublik mit mehr als 200 Host Towns.

## Regelmäßige Veranstaltungen
- Ostereiersuchen, Kückenguggen und Bobby-Car-Rennen für Kids beim KTZV Hörstein 1922 e. V. (immer am Ostermontag)
- Giggelskerb mit offener Hörsteiner Bobby-Car Team Triathlon Meisterschaft für über 18-Jährige des KTZV Hörstein 1922 e. V. (am zweiten Juliwochenende)
- Hähnewettkrähen beim KTZV Hörstein 1922 e. V. (immer am Pfingstmontag)
- Kappenabend bei den Gigglern des KTZV Hörstein 1922 e. V.
- Orchesterkonzert des Musikvereins „Concordia“ Michelbach 1923 e. V. (Palmsonntag, Schulturnhalle Michelbach)
- Weinfest am Park im Sommergarten des Parkhotels im Stadtteil Wasserlos jedes Jahr in der Woche von Fronleichnam
- Wein, Käse und Blasmusik (Sonntag vor Christi Himmelfahrt, Schlösschen Michelbach)
- Weindorf des TV 1901 Michelbach vor dem Schlösschen am letzten Sonntag im Mai
- Elmettsgässer Weinfest (MGV 1913 Harmonie Hörstein) am letzten Juni-Wochenende
- Stadtfest auf dem Marktplatz und in der Innenstadt am zweiten August-Wochenende
- Oktober–November: Fränkische Musiktage (Chor- und Kammermusik aus mehreren Jahrhunderten)
- Melodien bei Kerzenschein in der Prischoßhalle (2. Wochenende im November) des ansässigen „Akkordeon Orchester Alzenau e. V.“
- Hoffest am Hotel Krone, jährlich am ersten Wochenende im September
- Großer Weihnachtsmarkt am 1. Adventswochenende (also Anfang Dezember bzw. Ende November)
- Michelbacher Winzerfest (September/Oktober)
- Das „Pannfest“ ist das älteste Straßenfest im Herzen der „Pann“, dem ältesten Teil Alzenaus in der Wilmundsheimer Straße und wurde von 1978 bis 2008 gefeiert. Die Neuauflage findet in Kooperation mit den Ministranten an der Kahlaue im Pfarrgarten statt.
- Tag der offenen Brennereien („Der Kahlgrund brennt“) im Oktober.[42][43]

## Persönlichkeiten

### In Alzenau geboren

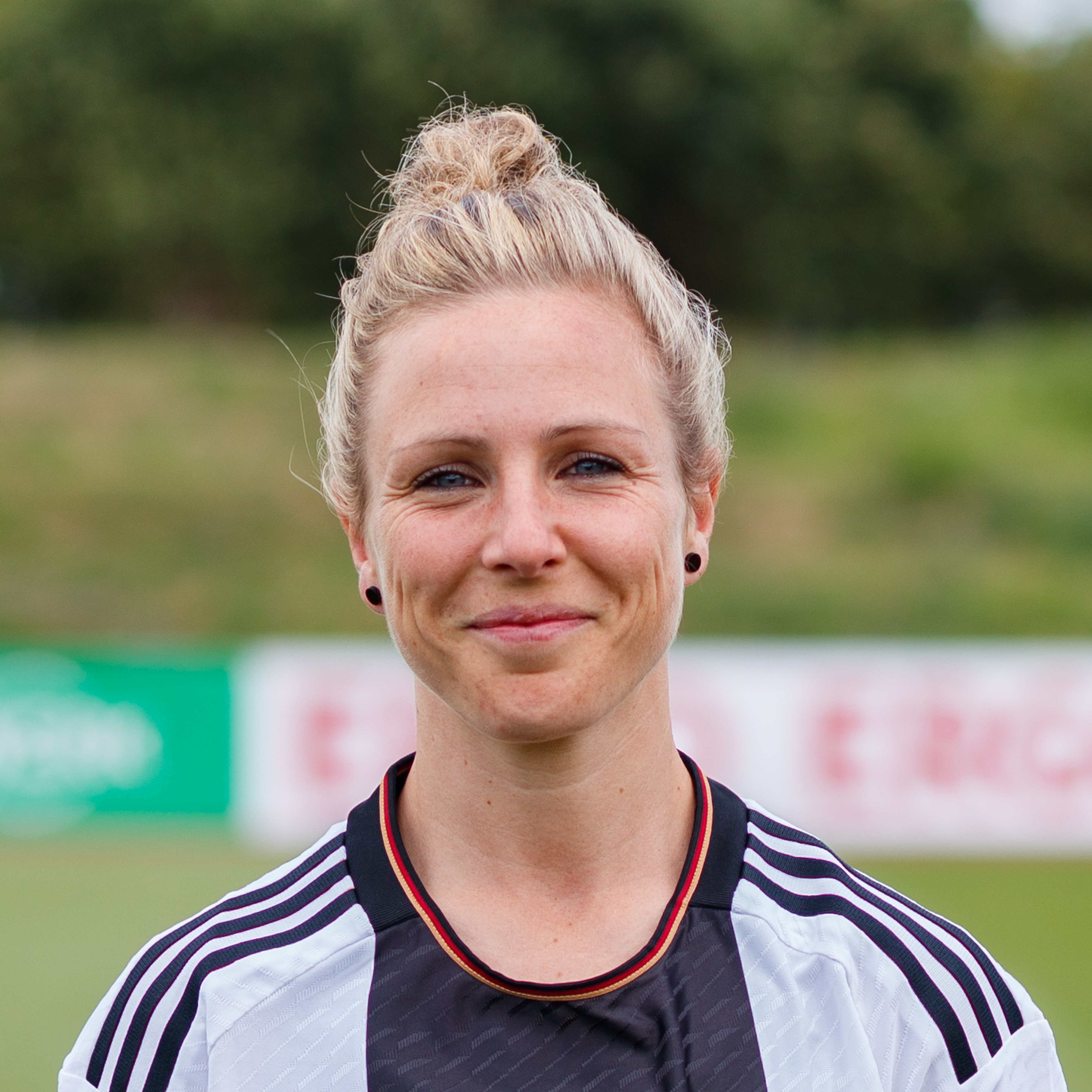
Die Fußballnationalspielerin Svenja Huth wurde in Alzenau geboren

- Johann Peter Cornelius d’Alquen (1800–1863), Komponist und Arzt
- Eduard Reisert (1847–1914), Ingenieur und Industrieller
- Paul (Pablo) Michel (1905–1977), Schachmeister
- Alfons Kempf (1912–1999), Weihbischof im Bistum Würzburg
- Hans Hinterhäuser (1919–2005), Romanist
- Arno Borst (1925–2007), Historiker (Mediävist)
- Franz A. Stein (1928–1999), Musikwissenschaftler
- Maya Langes-Swarovski geb. Niedenthal (1937–2019), österreichische Unternehmerin
- Walter Scharwies (* 1948), Heimatforscher und Bürgermeister von Alzenau
- Rainer Zaczyk (1951–2024), Rechtswissenschaftler
- Bettina Müller (* 1959 in Wasserlos), Bundestagsabgeordnete (SPD)
- Christoph Brückner (* 1965), Organist und Komponist
- Daniel Fuchs (* 1966), Künstler, Fotograf
- Jochen Bendel (* 1967), Fernseh- und Radiomoderator
- Dorothea Seitz (* 1967), Moderatorin, Regisseurin und Dozentin
- Alexander Leipold (* 1969), Freistilringer, Nachwuchs-Bundestrainer für Freistilringen
- Johannes Scherer (* 1973), Moderator und Comedian
- Stefan Stieber (* 1974), Musikproduzent und Songwriter
- Jens Gündling (* 1976), Freistilringer
- Alexander Legler (* 1977), Rechtsanwalt, Politiker (CSU), Bürgermeister von Alzenau, Landrat
- Elias Hauck und Dominik Bauer (beide * 1978), Comiczeichnerduo
- Felix Wissel (* 1978), Ringer und Bürgermeister von Mömbris
- Heiko Westermann (* 1983), Fußballspieler
- Florian Huth (* 1983), Volleyballspieler
- David Schnabel (* 1984), Kunstradsportler
- Björn Ziegenbein (* 1986), Fußballspieler
- Pascal Thomas (* 1987), Schauspieler, Musicalsänger
- Loraine Henkel (* 1988), Volleyballspielerin
- Max Wissel (* 1989), Automobilrennfahrer
- Svenja Huth (* 1991), Fußballspielerin

### Mit Alzenau verbunden
- Ludovica des Bordes (1787–1854), Herrin von Schloss Wasserlos
- Claus Mehs (1866–1946), Architekt, baute 1902–1904 die Villa Meßmer
- Hermann Schäfer (1911–1977), Komponist, Arrangeur, Dirigent und Orchesterchef, gestorben in Alzenau-Wasserlos.